# Misty Fjords National Monument
Misty Fjords National Monument ist ein Naturschutzgebiet vom Typ eines National Monuments im Südosten des US-Bundesstaats Alaska. Das flächenmäßig mit Abstand größte National Monument der Vereinigten Staaten umfasst die Spitze des Alaska Panhandle, des südlichsten Teils Alaskas. Es wird geprägt durch die Küstenberge der Boundary Ranges, die von tiefen Fjorden eingeschnitten und mit Regenwald der gemäßigten Breiten bewachsen sind.
Das Schutzgebiet liegt vollständig im Tongass National Forest, einem Nationalforst, und wird wie dieser vom U.S. Forest Service verwaltet. Es wurde 1978 durch US-Präsident Jimmy Carter unter dem Namen „Misty Fiords National Monument“ eingerichtet und 1980 durch den Kongress der Vereinigten Staaten im Alaska National Interest Lands Conservation Act unter der heutigen Schreibweise bestätigt. Dabei wurde fast seine gesamte Fläche als Misty Fjords National Monument Wilderness unter den weitergehenden Schutz als Wilderness Area gestellt. 

## Beschreibung

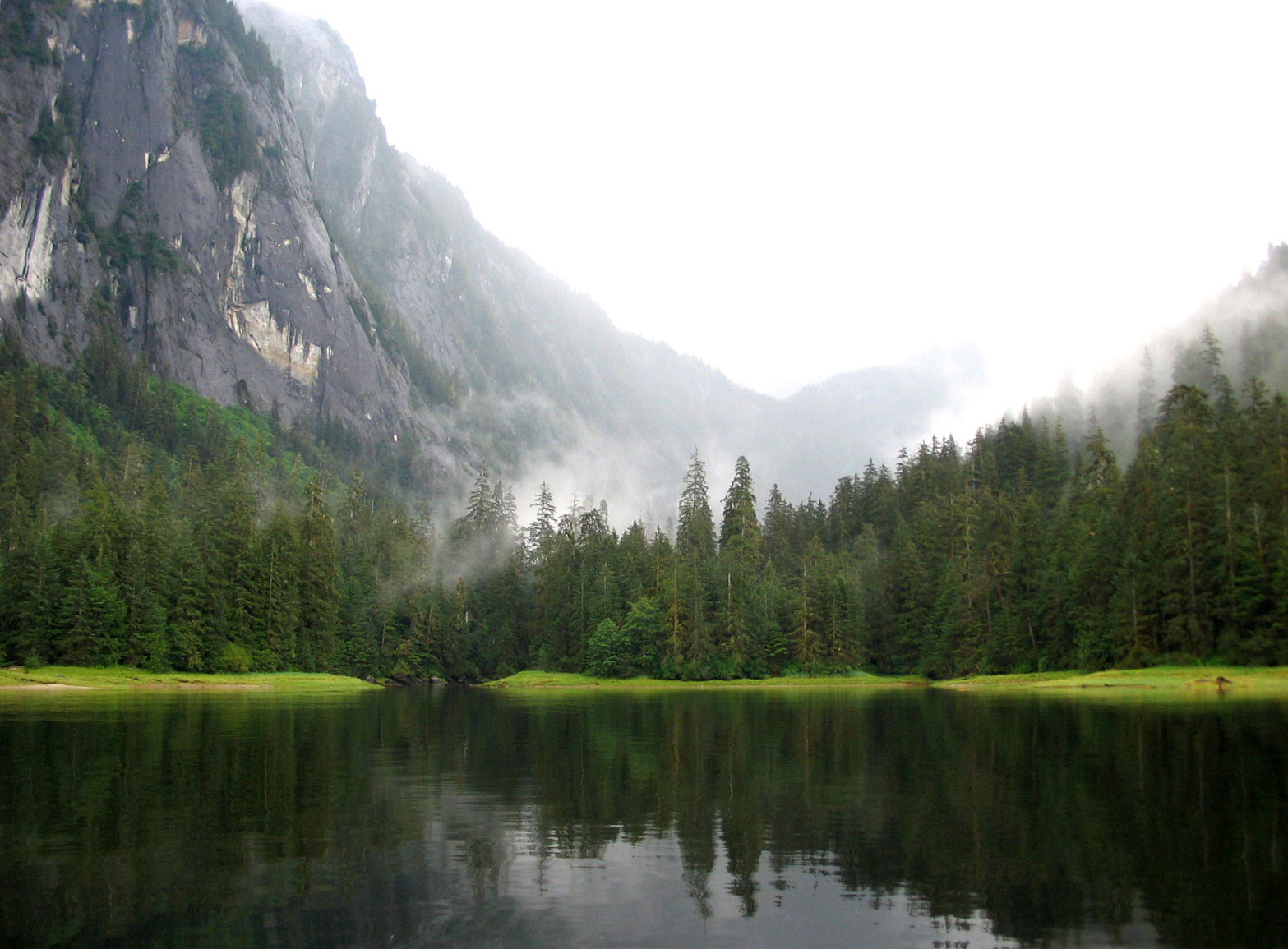
Küstenstreifen vor Felswand

Der größte Teil des Schutzgebietes liegt auf dem Festland in den Bergen der Boundary Ranges, zwischen dem Portland Canal im Osten und dem Behm Canal im Westen. Der Portland Canal und der Kamm der Bergkette bilden die Grenze des Schutzgebiets und Alaskas zur kanadischen Provinz British Columbia. Im Norden erstreckt sich der Salmon Glacier, Nordamerikas fünftgrößter Gletscher, von Kanada über die Grenze und in das National Monument. Im Westen gehört ein Streifen von Revillagigedo Island zum Schutzgebiet.
Die Berge des Gebietes bestehen aus Granit, der von Gletschern überwiegend zu runden Kuppen und tiefen Trogtälern ausgeschliffen wurde. Durch tektonische Senkungen und den Anstieg des Meeresspiegels nach der letzten Eiszeit (in Nordamerika als Wisconsin glaciation bezeichnet) liegen die Talsohlen heute bis zu 300 m unter dem Meeresspiegel, die Täler sind zu Fjorden geworden. Über Wasser ragen die steilen Wände typischerweise zwischen 600 und 900 m auf, aus hängenden Tälern stürzen vielfältige Wasserfälle. Der höchste fällt aus dem Big Goat Lake 300 m tief in den Wilson Lake. Aufgrund des vergleichbaren Granits, der ähnlichen geologischen Entstehung und weiterer Gemeinsamkeiten verglich der kalifornische Naturforscher und -philosoph John Muir die Fjorde, die er auf seinen Reisen zwischen 1879 und 1899 sah, mit dem Yosemite-Tal in der kalifornischen Sierra Nevada.
Die Bergkette bekommt durch Steigungsregen jährliche Niederschläge von etwas über 4000 mm, die Wälder der Hänge sind daher als Regenwald qualifiziert. Die Charakterbaumart des Gebietes ist die Sitka-Fichte, daneben finden sich die Westamerikanische Hemlocktanne, Felsen-Tanne, Purpur-Tanne und der Riesen-Lebensbaum. Laubbäume sind seltener, an geschützten Stellen wächst die Westliche Balsam-Pappel.
Die Tierwelt ist von menschlichen Einflüssen nahezu unbeeinflusst. Im Schutzgebiet leben Grizzlybär und Amerikanischer Schwarzbär, Wolf, Elche, Schneeziegen und Maultierhirsche sowie Fichtenmarder, Neuweltotter und Vielfraß. Fünf Arten Lachse bewohnen die Flüsse und Meeresarme des Gebietes.

## Besuche
Misty Fjords National Monument ist für Besucher schwer zugänglich. Es gibt keine Straßenverbindung. Kreuzfahrtschiffe machen regelmäßig Abstecher in den Behm Canal, das Schutzgebiet kann auch auf Tagestouren von Ketchikan per Katamaran oder auf Ausflügen mit Wasserflugzeugen erreicht werden. Einen Blick auf die Berge und in die Fjorde erlauben auch die Fährschiffe des Alaska Marine Highways, die auf der Inside Passage die Westküste des National Monuments passieren.
Das Schutzgebiet ist ein hervorragendes Revier zum Befahren mit dem Seekajak, wobei bis zu 7,50 m Tidenhub zu berücksichtigen sind. Der Forest Service vermietet 14 Blockhütten an der Küste und größeren Seen, in deren Umfeld werden auch einige Wanderwege rudimentär unterhalten. Besucher der Hütten müssen sich einfliegen lassen.

## Naturschutz und Konflikte
Aufgrund des Wildnis-Charakters und der Abgelegenheit des Gebietes sind nur wenige Schutzmaßnahmen erforderlich. In den von Besuchern regelmäßig betretenen Bereichen suchen die Ranger des Forest Service sporadisch nach Neophyten, durch den Menschen eingeschleppte gebietsfremde Pflanzenarten. Außerdem werden begangene Wegabschnitte so gesichert, dass keine Erdrutsche in Bäche stattfinden, die durch den Eintrag verschlammen könnten, was sie als Laichgründe für Fische beschädigen würde.
Problematisch ist die hohe Frequenz von Wasserflugzeugen über dem Gebiet und die Zahl der Landungen auf Seen im Wildnisschutzgebiet. In den landschaftlich attraktivsten Teilen wirkt sich der Lärm durch Überflüge und die Häufigkeit der Begegnung mit Menschen und menschlichen Einflüssen negativ auf das Erlebnis von „Einsamkeit, Abgeschiedenheit und ungestörter Erholung“ aus.
1980 wurde bei der zusätzlichen Unterschutzstellung als Wildnisschutzgebiet ein zentraler Teil des Monuments rund um den Quarz Mountain ausgenommen, weil dort das wahrscheinlich größte Vorkommen von Molybdän der Erde angenommen wird. Eine Nutzung der Lagerstätte findet bisher nicht statt, sollte aber auch nicht ausgeschlossen werden.

## Belege
1. ↑  Presidential proclamation 4623, 1. Dezember 1978
2. ↑  John Muir, Travels in Alaska, Boston, New York, Houghton Mifflin co., 1915, p 45
3. ↑  Tongass National Forest – Monitoring Report 2006
4. ↑  Alaska History and Cultural Studies (Memento des Originals vom 13. Mai 2006 im Internet Archive)  Info: Der Archivlink wurde automatisch eingesetzt und noch nicht geprüft. Bitte prüfe Original- und Archivlink gemäß Anleitung und entferne dann diesen Hinweis.